# Green Bay (hrabstwo Brown)
Green Bay – miejscowość w Stanach Zjednoczonych, w stanie Wisconsin, w hrabstwie Brown.